# Billet de 1 000 dollars canadiens
Recto
Verso
Le billet de 1 000 dollars canadiens, surnommés pinkies était un billet de banque canadien issu par la banque du Canada de 1935 à 2000. Il était la plus haute dénomination de billet de banque canadien, mais est retiré en 2000 pour prévenir le blanchiment d'argent. Il n'a plus cours légal depuis 2021.

## Histoire
Les premiers billets de banque du Canada sont introduits en 1935, réalisé par le gouvernement fédéral, et non la Banque du Canada. Le billet de mille dollars figure parmi les dix dénominations introduites.
La seconde série de billets est issue en 1937, dû à des changements dans la constitution forçant l'émission de billets bilingues et aussi dû à la mort du roi George V. Elle devait sortir en 1936 à l'effigie d'Édouard VIII, mais son abdication retarde l'impression. Le billet de mille dollars est imprimé plusieurs années après, puisqu'il était peu utilisé et car les billets de 1935 étaient en assez grand nombre pour pourvoir les besoins. En 1954, dû au couronnement de la reine Élisabeth II, une nouvelle série est commandée. Le billet de mille dollars est issu la même année par la Compagnie canadienne des billets de banque limitée,.
Le billet ne figure pas dans les billets renouvelés dans la série Scènes du Canada. La raison est dû au faible nombre de billets en circulation. Le gouverneur (en) Louis Rasminsky (en) propose même d'abolir la dénomination, mais le ministre des Finances John Turner s'y oppose. En 1986 est introduit la série de billets Les oiseaux du Canada, qui introduit une première réimpression du mille dollars depuis 1954. Les premiers billets sont imprimés en 1992 par la Canadian Bank Note Company,.
Le billet est retiré de la circulation le 25 septembre 2000, car le billet était souvent utilisé dans le crime organisé et pour blanchir l'argent, étant d'une dénomination plus grande et donc transportable en plus petit nombre. Son retrait n'a pas grand impact sur la monnaie canadienne, puisque seulement 0,3 % des billets en circulation étaient des billets de mille dollars. Ils étaient aussi en circulation pour en moyenne treize ans, dû à leur utilisation peu fréquente. L'année suivante, plus de 520 000 billets sont détruits.
En 2018, le parlement approuve des corrections à la Bank of Canada Act et à la Currency Act, qui lui permettront de retirer le cours légal à des pièces et billets canadiens,,. En 2011, il y avait moins d'un million de billets de mille dollars en circulation, utilisés majoritairement pour des transactions criminelles.
Le 1er janvier 2021, les billets de 1, 2, 25, 500 et 1000 dollars canadiens n'ont plus cours légal par décision de la banque du Canada. Les billets sont progressivement retirés, les détenteurs pouvant rembourser leurs billets dans les banques ou les garder dans leur collection.

## Différentes séries de billets de 1000 dollars

### Série de 1935
Le recto montre Wilfrid Laurier, premier premier ministre canadien français, habillé en tenue trois-quarts, dont le portrait est gravé par Edwin H. Gunn, maître-graveur de l'American Banknote Company. Au verso figure une allégorie de la sécurité, qui provient d'un fonds photographique déjà utilisé en 1917 pour orner les obligations de l'Empire russe.

Billets de la série de 1935
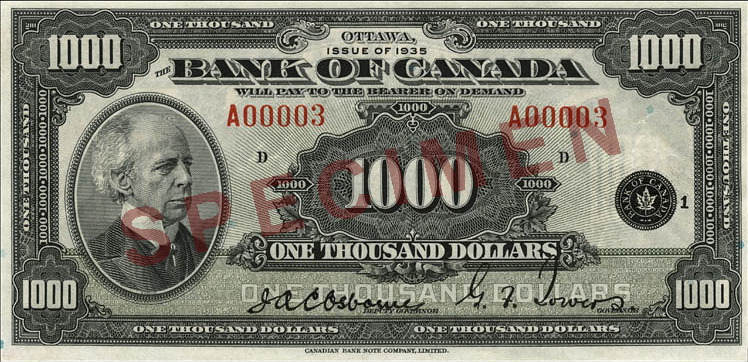
Recto, version en anglais.
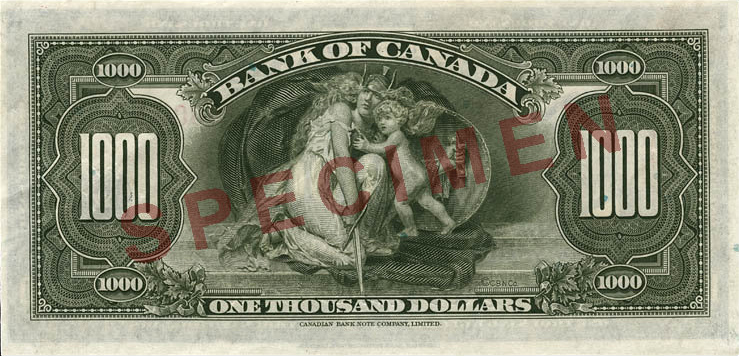
Verso, version en anglais.
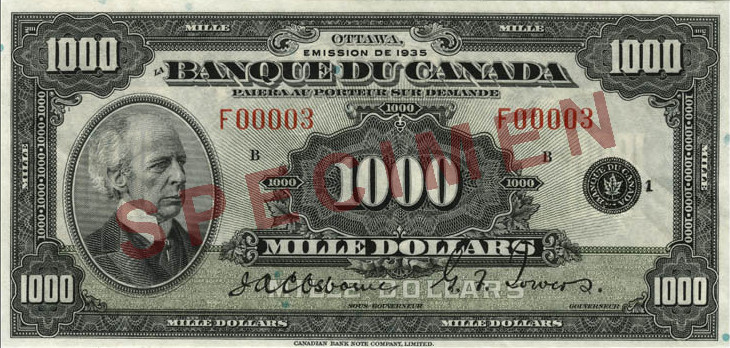
Recto, version en français.
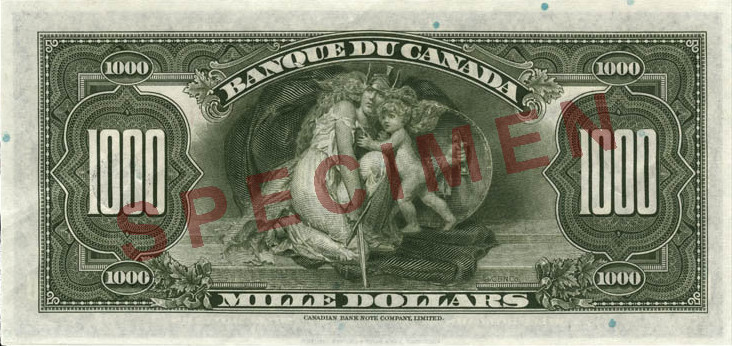
Verso, version en français.

### Série de 1937
La nouvelle série de 1937 présente un changement majeur sur le recto. Tous les membres de la famille royale sont retirés, sauf sur le 100 et le 1000 dollars, qui porteront l'effigie de premier-ministres. Les autres seront changés pour le portrait de George VI. Les portraits sont aussi déplacés au centre du billet, ce qui laisse de la place pour le texte en français et en anglais, eux aussi nouveaux. Les billets sont aussi plus uniformes en taille et en présentation que la série précédente.
Le mille dollars sort plusieurs années après les autres billets et est similaire au vingt dollars de la série de 1935. Le recto montre encore Wilfrid Laurier, tandis qu'au verso figure l'allégorie de la sécurité.

Billets de la série de 1937
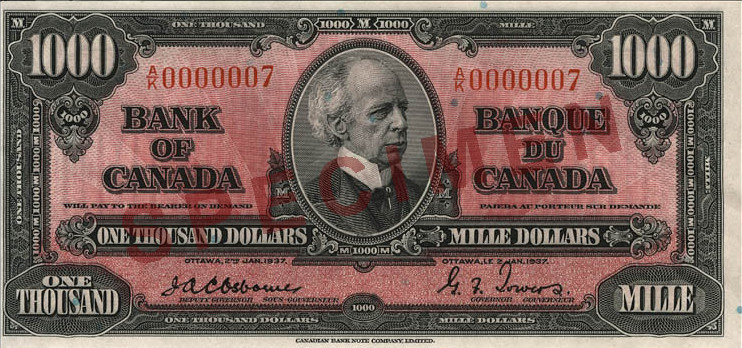
Recto.
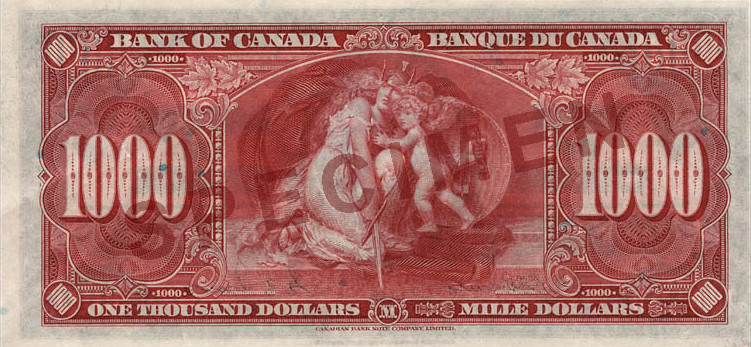
Verso.

### SériePaysages canadiens
La série de 1954 se compose de billets de toutes les dénominations, mais qui ont été réduits de 3,3 millimètres par rapport à la série précédente pour des raisons techniques. Le papier est fait d'une composition égale de lin et de coton. Les nouveaux billets sont d'allure plus contemporaine par rapport à la série précédente, jugée trop victorienne. Ils sont l'œuvre du peintre Charles Comfort. Le portrait de la reine est à droite, au lieu d'être au centre, comme les anciens billets, et est basé sur une photographie de Yousuf Karsh. Les premiers billets sortent en 1954, mais sont changés en 1956, puisqu'une « face du diable » semble apparaître dans les cheveux de la reine.
Le billet de mille dollars de cette série mesure 152 × 70 mm, tout comme les autres billets de la série. Au recto figure la reine Élisabeth II à droite, et au verso se trouve le pont du Faubourg à L'Anse-Saint-Jean, ainsi que le fjord du Saguenay en arrière plan, d'après une photographie du montréalais Max Sauer,.

Billets de la série de 1954
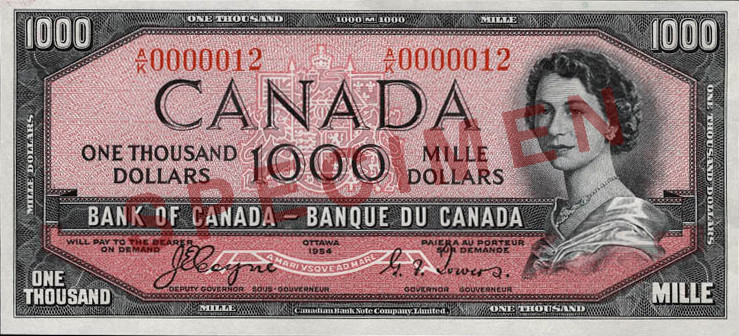
Recto.
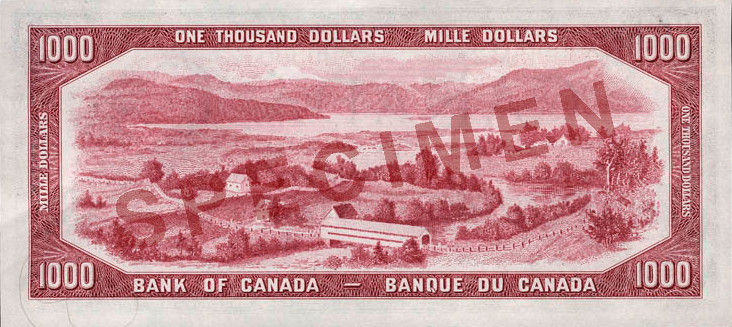
Verso.

### SérieLes oiseaux du Canada
En 1986 est lancée la série de billets Les oiseaux du Canada, qui vise à adapter les billets aux nouvelles technologies. Cette nouvelle série incorpore de nouvelles mesures de sécurité, comme les bandes réfléchissantes pour empêcher la reproduction par photocopie, en plus d'inclure des éléments internes qui leur permettraient d'être différentiables par les mal-voyants à travers des lecteurs de billets. Les chiffres et dessins sont agrandis et le billet est simplifié pour empêcher la contrefaçon, puisque les imperfections seront plus visibles. Le thème des oiseaux est choisi, car il est neutre. Les oiseaux seront dessinés par John Alexander Crosby,,.
Le billet de 1000 dollars est issu en mai 1992, et mesure 152 × 70 mm, tout comme les autres billets de la série. Sur le recto, on vont la reine Élisabeth II sur le côté gauche, avec à sa droite les bâtiments de la colline du Parlement, dont l'aile nord de l'Édifice du Centre et la Bibliothèque du Parlement devant elle. Au verso figurent deux grosbecs des pins sur un paysage enneigé. Le Tétras du Canada était censé y figurer, mais jugé trop controversé à cause de son surnom, « fool hen » dû au fait qu'au lieu de s'enfuir de ses prédateurs il fige sur place, il est remplacé par le grosbec des pins,.